# Coleophora telonica
Coleophora telonica is een vlinder uit de familie kokermotten (Coleophoridae). De wetenschappelijke naam is voor het eerst geldig gepubliceerd in 1991 door Nel.
De soort komt voor in Europa.